# Władysław Wojtowicz
Władysław Wojtowicz (ur. 23 czerwca 1882 we Lwowie, zm. w 1940) – polski działacz społeczny, nauczyciel, polityk, poseł na Sejm w II RP.

## Życiorys
Pracował jako nauczyciel. 8 stycznia 1924 został zatwierdzony w stopniu porucznika ze starszeństwem z 1 czerwca 1919 i 3542. lokatą w korpusie oficerów rezerwy piechoty. Posiadał wówczas przydział w rezerwie do 44 Pułku Piechoty w Równem.
Był prezesem Związku Nauczycielstwa Polskiego w trzech południowo-wschodnich województwach II Rzeczypospolitej. Sprawował funkcje: prezesa zarządu głównego Związku Młodzieży Ludowej i Rolniczej we Lwowie, członka zarządu lwowskiej Izby Rolniczej, Towarzystwa Szkoły Ludowej i prezesa wojewódzkiego komitetu do spraw młodzieży wiejskiej. Mieszkał we Lwowie.
Był posłem na Sejm czterech kolejnych kadencji:
- w I kadencji (1922–1927) – z ramienia PSL „Piast”
- w II kadencji (1928–1930) – z ramienia BBWR
- w III Kadencji (1930–1935) – z ramienia BBWR
- w IV kadencji (1935–1938) – został wybrany z listy państwowej 90 256 głosami z okręgu nr 72 (powiaty: lwowski, gródecki i mościski). W kadencji tej pracował w komisji oświatowej[3][4].